# Damenotation

Bei der klassischen Damenotation werden die bespielten Felder durchnummeriert

Die Damenotation dient dem Aufzeichnen und der Analyse von Damespielen und ist vor allem im Bereich von internationalen Turnieren gebräuchlich. Dabei gibt es verschiedene Arten der Spielnotation, die von der konkreten Damevariante und dem Zweck der Niederschrift abhängig ist.
Die vor allem beim deutschen Damespiel und anderen Varianten auf dem klassischen Schachbrett mit 64 Feldern angewendete Notation ist die Übernahme der Schachnotation. Bei der bei Turnieren üblichen Polnischen Dame mit 100 Feldern überwiegt dagegen eine Notation, bei der die Spielfelder durchnummeriert sind. Eine einzelne Damestellung oder auch ein einzelner Zug kann in der Literatur durch ein Diagramm abgebildet werden.

## Klassische Damenotation

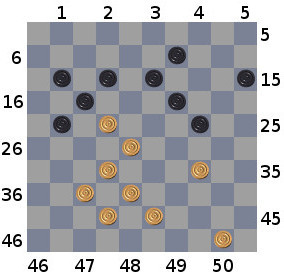
Alternative Darstellung der Damenotation auf dem 10×10-Spielbrett

Vor allem in den englischsprachigen Ländern, in denen Draughts bzw. Checkers gespielt wird, sowie bei Turnierspielen der 10-Felder-Dame (Polnische Dame) und der 12-Felder-Dame (Kanadische Dame) wird eine vom Schach abweichende Notation verwendet. Hier werden die schwarzen Felder durchnummeriert, beginnend mit dem ersten Feld rechts des schwarzen Spielers (links oben aus der Sicht des weißen Spielers), das in der Schachnotation b8 entspricht. Damit beginnt Schwarz beim 8-Felder-Spiel (Deutsche Dame, Draughts, Turnierdame 8×8) das Spiel auf den Feldern 1 bis 12 und Weiß auf den Feldern 21 bis 32, bei 10-Felder Spiel (Polnische Dame, Turnierdame 10×10) beginnt Schwarz auf 1 bis 15 und Weiß auf 36 bis 50.
Züge werden so notiert, dass das Beginn- und das Zielfeld als Nummern angegeben werden (bsp. 21-17). Dies gilt auch, wenn ein Stein geschlagen wird; so bedeutet ein Zug 21-14, dass ein Stein von Feld 21 auf Feld 14 gezogen ist und dabei den gegnerischen Stein auf Feld 17 geschlagen hat. Auch bei Mehrfachsprüngen und Sprüngen mit der Dame ist diese Notation üblich. Um das Schlagen in der Notation zu hinterlegen, gibt es auch die Option, ein × oder ein : zu nutzen und bsp. 21×14 zu notieren. Mehrfachsprünge können in dieser Form entweder einzeln (bsp. 39×28×17×8×19) oder zusammen (39×19) notiert werden.

## Schachnotation
|   | a | b | c | d | e | f | g | h |   |
| 8 |   |   |   |   |   |   |   |   | 8 |
| 7 |   |   |   |   |   |   |   |   | 7 |
| 6 |   |   |   |   |   |   |   |   | 6 |
| 5 |   |   |   |   |   |   |   |   | 5 |
| 4 |   |   |   |   |   |   |   |   | 4 |
| 3 |   |   |   |   |   |   |   |   | 3 |
| 2 |   |   |   |   |   |   |   |   | 2 |
| 1 |   |   |   |   |   |   |   |   | 1 |
|   | a | b | c | d | e | f | g | h |   |

Vor allem im deutschsprachigen Raum wird das Damespiel vor allem auf einem Schachbrett mit 64 Feldern und einer Benennung der Zeilen und Spalten entsprechend der Schachnotation dokumentiert. Die Notationen werden einer Matrix entsprechend gestaltet, bei der die Spalten vom weißen Spieler aus gesehen von links nach rechts von A bis H und die Reihen entsprechend von unten nach oben von 1 bis 8 bezeichnet werden. Für die 10-Felder-Dame kann dies durch zwei weitere Spalten (I, J) und zwei weitere Zeilen (9, 10) erweitert werden. Ein Feld wird als Kombination aus Buchstabe und Zahl entsprechend seiner Koordinate bezeichnet, und Züge werden so notiert, dass das Beginn- und das Zielfeld angegeben wird.

## Zahlenkoordinaten
Als weitere Variante ist eine Hybridversion aus der klassischen Schach- und der Damenotation zu finden. In diesem Fall wird das Damebrett wie das Schachbrett an den Rändern in Spalten und Reihen aufgeteilt; beide werden jedoch beginnend links oben (von Weiß) mit Nummern durchgezählt. Somit entspricht in diesem Fall das Feld 1/2 dem Feld b8 in der Schachnotation oder dem Feld 1 in der klassischen Damenotation. Züge werden auch hier so notiert, dass das Beginn- und das Zielfeld angegeben wird (bsp. 3/6 - 4/5).

## Computernotation
Die Computernotation für Dame / Draughts wird von der klassischen Damenotation abgeleitet und in einem Format abgelegt, das als Portable Draughts Notation bezeichnet wird.

## Belege
1. 1 2 3 4 5  Claus D. Grupp: Dame. Das Brettspiel in allen Variationen. Falken-Verlag und ASS Spiele, Leinfelden 1979. ISBN 3-8068-2028-7; S. 17–20.
2. 1 2  The Numbered Board and Move Notation. The Checker Maven; abgerufen am 3. April 2020.
3. 1 2  International Draughts tutorial p.2. Notation auf bonaludo.com